# Gewog di Mongar
Il gewog di Mongar è uno dei diciassette raggruppamenti di villaggi del distretto di Mongar, nella regione Orientale, in Bhutan.